# Atlético Celaya
Maillots
Le Club Atlético Celaya est un ancien club de football professionnel mexicain basé à Celaya, fondé en 1954 et disparu en 2002.
Les Toros évoluaient à domicile au Estadio Miguel Alemán d'une capacité de 25 500 places.
Le seul titre remporté par l'Atlético Celaya est un titre de champion de deuxième division en 1995.